# 브란트나무타기쥐
브란트나무타기쥐(Dendromus mesomelas)는 붉은숲쥐과에 속하는 설치류의 일종이다. 보츠와나와 콩고민주공화국, 케냐, 말라위, 모잠비크, 나미비아, 남아프리카공화국, 탄자니아 그리고 잠비아에서 발견된다. 자연 서식지는 아열대 또는 열대 기후 지역의 습윤 산지 숲과 건조 사바나 지역, 지중해성 관목 식생 지대와 고지대 초원이다.